# مکس رزنبرگ
مکس رُزنبرگ (انگلیسی: Max Rosenberg؛ ‏ ۱۳ سپتامبر ۱۹۱۴ – ۱۴ ژوئن ۲۰۰۴) تهیه‌کننده فیلم اهل ایالات متحده آمریکا بود.
از فیلم‌هایی که وی در آن‌ها نقش داشته‌است، می‌توان به مسیر خطر و جشن تولد اشاره نمود.